# Léon M’ba
Gabriel Léon M'ba (Libreville, 9. veljače 1902. – Pariz, 28. studenog 1967.), prvi predsjednik Gabona.
Potječe iz naroda Fang. Od 1957. – 1961. bio je premijer. Predsjednik je bio od 1960. do 1967. Kratko je svrgnut u veljači 1964., ali se vratio na vlast. Izabran je drugi put 1967., ali je umro u studenome iste godine, pa je vlast preuzeo 2. predsjednik Gabona Omar Bongo. Bio je prvi predsjednik Gabonske demokratske stranke.